# Silene fruticosa
Silene fruticosa är en nejlikväxtart. Silene fruticosa ingår i släktet glimmar, och familjen nejlikväxter.

## Underarter
Arten delas in i följande underarter:
- S. f. cyrenaica
- S. f. fruticosa